# Hi-STANDARD
Hi-STANDARD（ハイスタンダード）は、日本のバンド。所属事務所はPIZZA OF DEATH RECORDS。略称は「ハイスタ」。

## メンバー
難波章浩（なんば あきひろ、1970年6月9日（55歳） - ）
ボーカル / ベース担当。TYÜNK、なんばあきひろ&宇宙船地球号、ULTRA BRAiN、難波章浩-AKIHIRO NAMBA-、NAMBA69。
横山健（よこやま けん、1969年10月1日（55歳） - ）
ギター / ボーカル担当。BBQ CHICKENS、Ken Yokoyama。

### 死去したメンバー
恒岡章（つねおか あきら、1971年6月1日 - 2023年2月14日（51歳没））
ドラムス担当。CUBISMO GRAFICO FIVE、LOW IQ & THE BEAT BREAKER、磯部正文BAND、チャットモンチー等。
2023年2月14日、死去。51歳没。

### 旧メンバー
松本敦彦（ボーカル）

## 来歴
1991年
難波、恒岡、横山を中心に結成。初ライブをGod's Guts・Scamp・bloodthirsty butchers・BEYONDSと高円寺20000Vで行う。
結成時は別にボーカリスト松本敦彦がおり、4人で活動していたが脱退。松本は脱退後、SLIME FISHERに加入。
1994年
6月30日：ミニアルバム『LAST OF SUNNY DAY』をリリース。
1995年
11月1日：アルバム『GROWING UP』をリリース。海外盤を含めると70万枚を超えるセールスを記録。
1997年
5月14日：アルバム『ANGRY FIST』をリリース。オリコン初登場4位を記録。
8月30日：初の主催フェスとなる「AIR JAM 97」を東京都・お台場レインボーステージにて開催。
1998年
8月22日：東京ベイサイドスクエアにて主催フェス「AIR JAM 98」を開催。
1999年
PIZZA OF DEATH RECORDSがハウリング・ブルから独立。
6月30日：アルバム「MAKING THE ROAD」をリリースし、国内外合わせて100万枚以上の売り上げを記録した。
7月30日：「FUJI ROCK FESTIVAL 1999」に出演。
2000年
4月5日：シングル『Love Is A Battlefield』をリリース。オリコン初登場2位を記録。
8月26日：千葉マリンスタジアムにて「AIR JAM 2000」を開催。このライブを以って活動を休止。
2007年
5月、難波はブログ「TYUNBLOG」にてPIZZA OF DEATH RECORDSへの警告文を記載。「Hi-STANDARDの原盤権を3等分しないなら、『MAKING THE ROAD』は廃盤にすべきだ。これは金の話ではなく、作品にこめた魂の話だ。」という内容であった。最終的には訴訟にならず話し合いにより原版権やグッズ販売の分配が行われている。
2011年
5月13日：「AIR JAM 2011」の開催を正式に発表。
9月18日：横浜スタジアムにて「AIR JAM 2011」を開催し活動を再開。
2012年
バンドのオフィシャルサイトをオープン。
9月15日・16日：宮城県国営みちのく杜の湖畔公園みちのく公園北地区風の草原にて「AIR JAM 2012」を開催。震災から1年半を経て念願の東北での開催となり2日間で5万人超を動員した。
12月23日：NHK Eテレで特集番組『届け!』を放送。
2015年
11月14日：BRAHMAN 20TH ANNIVERSARY LIVE「尽未来際」（幕張メッセ）に出演。
11月23日：FAT WRECKED FOR 25 YEARS（幕張メッセ）に出演。
12月6日：SLANG主催「POWER STOCK」（Zepp SAPPORO）に出演。
2016年
10月5日：16年半ぶりとなるシングル『Another Starting Line』を事前告知なしでゲリラリリース。
12月3〜8日：東北,新潟を回るショートツアー「GOOD JOB! RYAN TOUR 2016」を開催。ツアーとしては1999年の「MAKING THE ROAD TOUR」以来17年ぶりとなった。4県4公演、全公演ゲストアクトあり。
12月7日：カバー曲で構成された最新シングル『Vintage & New, Gift Shits』をリリース。
12月23日：福岡ヤフオク!ドームにて「AIR JAM 2016」を開催。
2017年
5月7日：「COMING KOBE」にサプライズ出演。
7月13日：東京・名古屋・大阪・福岡・仙台・札幌の街頭看板にて『MAKING THE ROAD』以来18年ぶりとなるアルバム『THE GIFT』のリリースが突如告知される。20日、リリースを正式に発表。
10月4日：アルバム『THE GIFT』発売。同日に「AIR JAM 2000」のハイスタのステージをノーカット収録したライブDVD『Live at AIR JAM 2000』を事前告知無しでゲリラリリース。アルバム・DVDともにオリコンチャート1位を獲得。
10月26日〜12月14日：初のアリーナ公演を含む全国ツアー「THE GIFT TOUR 2017」を開催。12会場13公演、全公演ゲストアクトあり。
2018年
3月 - 7月：全国7都市にて写真展「TEPPEI KISHIDA × Hi-STANDARD 写真展 “SUNNY DAYS”」を開催。
4月10日：AIR JAM 2018開催を発表。
7月19日：写真集『"SUNNY DAYS" Hi-STANDARD Photographs of TEPPEI KISHIDA』発売。
9月4日：AIR JAM 2018に先駆けて『PRE-AIR JAM SHOW 18』と題したライブを新木場STUDIO COASTにて開催。ゲストアクトはSHADOWS。
9月9日：ZOZOマリンスタジアムにてAIR JAM 2018開催。同地でのAIR JAM開催は2000年以来18年振り。
11月10日 ：ドキュメンタリー映画『SOUNDS LIKE SHIT : the story of Hi-STANDARD』公開
12月14〜28日：アリーナ公演を含む全国ツアー「THE GIFT EXTRA TOUR 2018」を開催。昨年の「THE GIFT TOUR 2017」で回りきれなかった地域を中心に6府県7公演、全公演ゲストアクトあり。
2020年
4月22日：DVD『SOUNDS LIKE SHIT : the story of Hi-STANDARD』発売と同時にサブスクリプションサービスにて全音源の配信を開始。また同時にサブスクリプションのみのライブ音源アルバム『Live at YOKOHAMA ARENA 20181222』をサプライズで配信。
2023年
2月14日：恒岡が急逝。突然の訃報に、YOSHIKI（X JAPAN）、谷中敦と茂木欣一（東京スカパラダイスオーケストラ）、ハマ・オカモト（OKAMOTO'S）、野田洋次郎（RADWIMPS）など多くのミュージシャンやアーティストから追悼の声が寄せられた。
2月23日：横山と難波の連名でバンドの活動継続を発表。
4月12日：新曲「I’M A RAT」を4月19日に配信のみでリリースすることを発表。同時に2022年12月に行われたレコーディングの様子を収めたドキュメンタリーをYouTubeで公開。
4月19日：配信シングル「I’M A RAT」がリリースされた。同曲は恒岡のHi-STANDARDにおいての遺作となった。同時にPIZZA OF DEATH主催のフェス「SATANIC CARNIVAL ‘23」に出演することが発表された。
6月18日：「SATANIC CARNIVAL ‘23」にSATAN STAGEのトリとして出演予定。同フェスにHi-STANDARDが出演するのは初。縁のあるドラマー数名をステージに迎え数曲ずつ演奏するライブとなる。当日までドラマーの情報は明かされない。
7月14日：「I’M A RAT」の7inchピクチャーディスクがFat Wreck Chordsよりリリースされる予定。

## 作品

### シングル
|     | 発売日        | タイトル                  | 規格品番   | 備考             |
| --- | ------------- | ------------------------- | ---------- | ---------------- |
| 1st | 1996年9月1日  | THE KIDS ARE ALRIGHT      | TFCC-88082 |                  |
| 2nd | 2000年4月5日  | Love Is A Battlefield     | PZCA-2     |                  |
| 3rd | 2016年10月5日 | Another Starting Line     | PZCA-79    |                  |
| 4th | 2016年12月7日 | Vintage & New, Gift Shits | PZCA-80    | CDでゴールド認定 |

### デジタルシングル
|     | 発売日        | タイトル  | 規格品番 |
| --- | ------------- | --------- | -------- |
| 1st | 2023年4月19日 | I’M A RAT | PZDP-5   |

### ミニアルバム
|     | 発売日                      | タイトル          | 規格品番         |
| --- | --------------------------- | ----------------- | ---------------- |
| 1st | 1994年6月30日 1997年2月21日 | LAST OF SUNNY DAY | PDCA-011 POD-001 |

### アルバム
|     | 発売日        | タイトル        | 規格品番   |
| --- | ------------- | --------------- | ---------- |
| 1st | 1995年11月1日 | GROWING UP      | TFCC-88067 |
| 2nd | 1997年5月14日 | ANGRY FIST      | TFCC-88096 |
| 3rd | 1999年6月30日 | MAKING THE ROAD | PZCA-1     |
| 4th | 2017年10月4日 | THE GIFT        | PZCA-81    |

### Video/DVD
|     | 発売日                       | タイトル                                                             | 規格    | 規格品番   |
| --- | ---------------------------- | -------------------------------------------------------------------- | ------- | ---------- |
| 1st | 1996年8月1日 2002年5月22日   | ATTACK FROM THE FAR EAST                                             | VHS DVD | TFBQ-18027 |
| 2nd | 1997年11月11日 2002年5月22日 | ATTACK FROM THE FAR EAST 2                                           | VHS DVD | TFBQ-18028 |
| 3rd | 2000年12月24日               | AIR JAM 2000                                                         | VHS     | PZVA-1     |
| 4th | 2012年2月22日                | LIVE at AIR JAM 2011                                                 | DVD     | PZBA-6     |
| 5th | 2013年9月11日                | LIVE at AIR JAM 2012                                                 | DVD     | PZBA-8     |
| 6th | 2017年10月04日               | LIVE at AIR JAM 2000                                                 | DVD     | PZBA-11    |
| 7th | 2020年4月22日                | SOUNDS LIKE SHIT :the story of Hi-STANDARD/ATTACK FROM THE FAR EAST3 | DVD     | PZBA-12/13 |

### その他
- LIVE OPENING SE

GO FOR IT / STIFF LITTLE FINGERS
- 1st DEMO TAPE（全日本語詞、1993年、カセットテープ）

1. MAXIMUM OVERDRIVE
2. HEAD OVER HEELS
3. FACE TO FACE
4. HEART & SOUL
5. NO WAY
6. FIND ME OUT
7. FEEL SO GOOD
8. SMILE

- TIME'S UP（SNUFFY SMILE、限定非売品CD（ディスクユニオン特典）、1994年）

GROOVY CREW(short ver.)
- 1995 SPECIAL EP... THIS IS NOT FOR SALE（非売品、1995年）

1. KISS ME AGAIN
2. WAIT FOR THE SUN

## カバーした曲
- SINCE YOU BEEN GONE（ヘッド・イースト、レインボー、作詞・作曲Russ Ballard）
- SATURDAY NIGHT（ベイ・シティ・ローラーズ）
- CALIFORNIA DREAMIN'（ママス&パパス）
- HAVE YOU EVER SEEN THE RAIN（クリーデンス・クリアウォーター・リバイバル）
- GOTTA PULL MYSELF TOGETHER（ノーランズ）
- THE KIDS ARE ALRIGHT（ザ・フー）
- MONEY CHANGES EVERYTHING（シンディ・ローパー）
- HAPPY X'MAS (WAR IS OVER)（ジョン・レノン&オノ・ヨーコ）
- GREEN ACRES（アメリカのテレビ番組のテーマ曲）
- CHANGES（ブラック・サバス）
- CROWS COW LOUDLY (bloodthirsty butchers)
- MY FIRST KISS（あんしんパパ）（アニメ『キテレツ大百科』主題歌『はじめてのチュウ』英語バージョン）
- CAN'T HELP FALLING IN LOVE（エルヴィス・プレスリー）
- NOW YOU DON'T REMEMBER (SNUFF)
- What Kind Of Love (SNUFF)ライブにて演奏
- Lovin' You（ミニー・リパートン）ライブにて演奏
- PINK PANTHER（ピンク・パンサー、同名映画/邦題ピンクの豹のテーマ、作曲はヘンリー・マンシーニ）
- The Trooper（アイアン・メイデン）ライブにて演奏
- My Girl（テンプテーションズ）
- Bridge Over Troubled Water（サイモン&ガーファンクル
- I Get Around（ザ・ビーチ・ボーイズ）
- You Can't Hurry Love（スプリームス）

## タイアップ一覧
| 起用年 | 曲名                   | タイアップ                                                                                             |
| ------ | ---------------------- | --- |
| 1996年 | GROWING UP             | フジテレビ系ドラマ『ガールズplus1』前期オープニングテーマ                                              |
| 2001年 | STAY GOLD              | 札幌テレビ『1×8いこうよ!』オープニングテーマ（2001年 - ）                                              |
| 2010年 | MY HEART FEELS SO FREE | 映画『BANDAGE バンデイジ』挿入歌                                                                       |
| 2012年 | STAY GOLD              | ニッポン放送『和田正人・五十嵐隼士のオールナイトニッポン0(ZERO)』オープニングテーマ（2012年 - 2013年） |
| 2016年 | STAY GOLD              | WOWOW 連続ドラマW『コールドケース 〜真実の扉〜』第8話 挿入歌                                           |